# Mohammad Gharazi

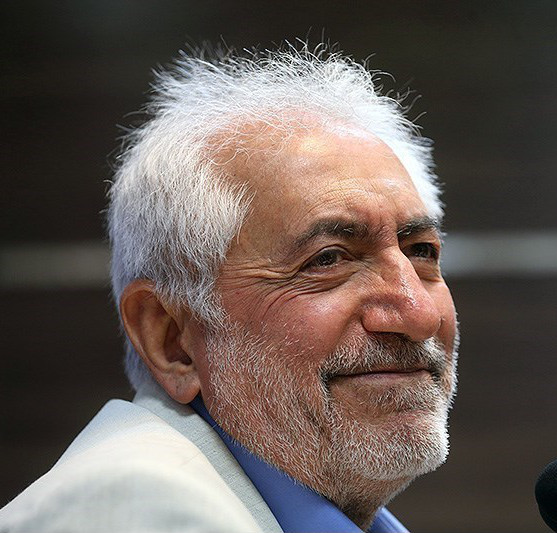
Mohammad Gharazi

Mohammad Gharazi (persiska: محمد غرضی), född 5 oktober 1941 i Isfahan, är en iransk oberoende politiker (tidigare medlem av Folkets mujahedin) som från 1981 till 1985 tjänstgjorde som petroleumminister och från 1985 till 1997 som postminister. Han var också medlem av Irans parlament från 1980 till 1984 och var guvernör för Khuzestan. Han var en av kandidaterna till Presidentvalet i Iran 2013.